# 穆汉加
穆汉加（Muhanga），2006年前称吉塔拉馬（Gitarama），是非洲中部國家盧旺達的城市，由南部省負責管轄，位於首都基加利以西40公里的該國中部，2002年人口估計約84,669，是全國第二大城市。
2°04′S 29°45′E / 2.067°S 29.750°E